# Mobile World Congress

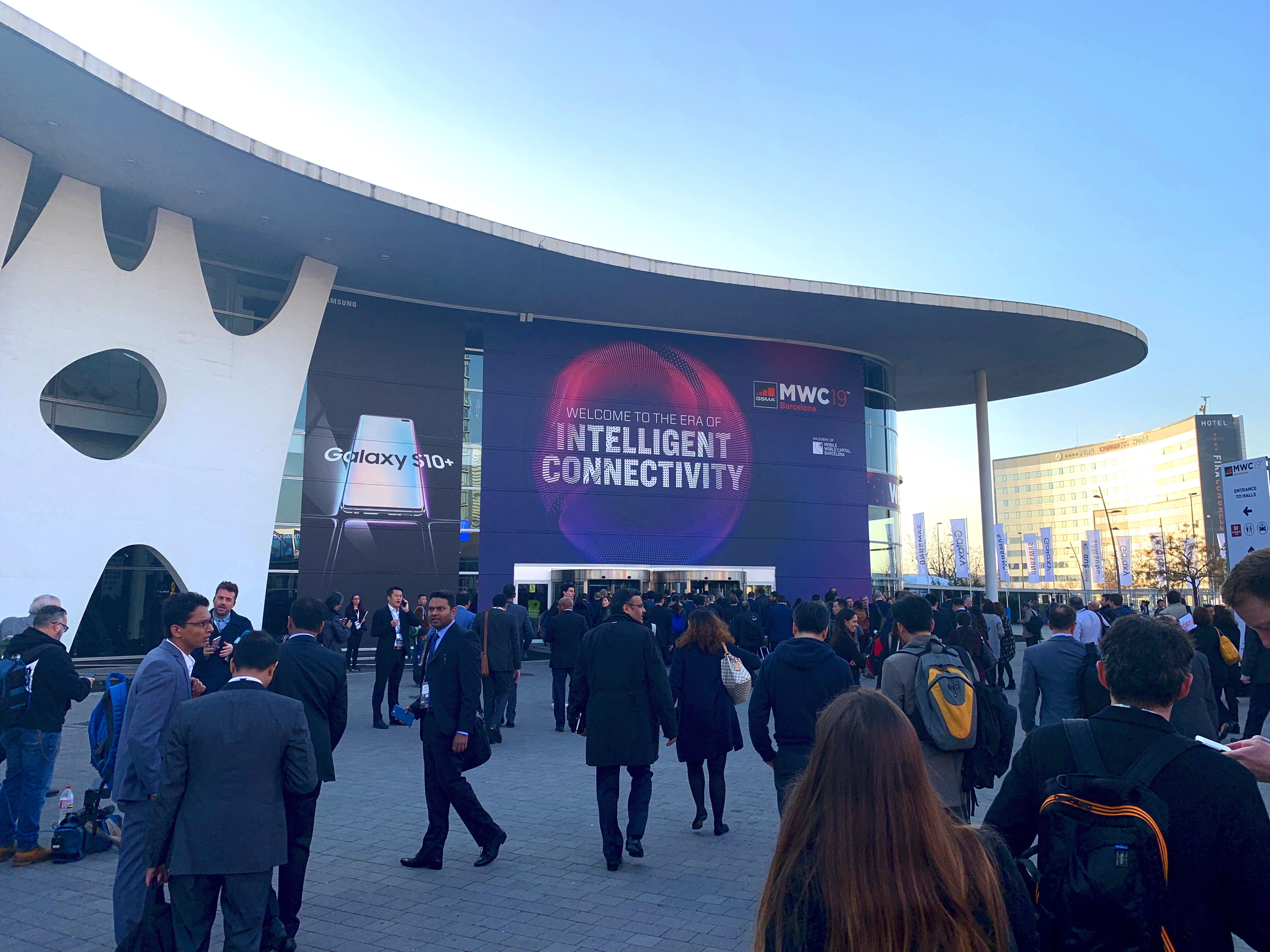
MWC em Barcelona, 2019

O GSMA Mobile World Congress é a combinação de maior exposição do mundo para a indústria móvel e uma conferência com importantes chefes executivos das operadoras móveis, fabricantes de dispositivos, provedores de tecnologia, fornecedores e proprietários de conteúdo de todo o mundo. O evento, inicialmente nomeado como GSM World Congress e posteriormente renomeado como o 3GSM World Congress, ainda é muitas vezes referida como 3GSM ou 3GSM World.
O GSMA Mobile World Congress, actualmente, tem lugar na Feira de Barcelona , Catalunha , Espanha , em fevereiro. O atendimento anual é geralmente entre 50,000-60,000 pessoas. Até 2006, o evento aconteceu em Cannes e era conhecido como 3GSM World.Os participantes representam mais de 200 países de todo o mundo.